# Flemming Christensen
Flemming Christensen (né le 10 avril 1958 à Copenhague au Danemark) est un ancien joueur international, et désormais entraîneur de football danois.

## Biographie
Il passe l'essentiel de sa carrière de club dans l'équipe danoise de l'Akademisk Boldklub ainsi qu'au Lyngby BK. Il fait également un tour en première division française du côté de l'AS Saint-Étienne avant de partir pour le FC Aarau en Suisse.
Il fait ses débuts avec l'équipe du Danemark en 1982, et joue en tout onze matchs en sélection pour deux buts inscrits. Il est sélectionné pour disputer la coupe du monde 1986, mais ne joue aucun match.
Après la fin de sa carrière, il devient entraîneur, prenant entre autres les rênes d'un de ses anciens clubs, le OB, ainsi que le Slagelse B&I et le Næstved BK.

## Palmarès
- Championnat du Danemark (2) : 
  - 1983 et 1992, avec Lyngby
- Coupe du Danemark (3) : 
  - 1984, 1985 et 1990, avec Lyngby